# Petrus Kihlström
Petrus Kihlström, född 16 maj 1699 i Viby församling, Östergötlands län, död 28 juli 1768 i Björsäters församling, Östergötlands län, var en svensk präst.

## Biografi
Petrus Kihlström föddes 1699 på Trojenberg i Viby församling. Han var son till kronolänsmannen Sven Kihlström och Annica Pehrsdotter. Kihlström blev höstterminen 1720 student vid Lunds universitet och prästvigdes 7 april 1725. Han blev 19 november 1729 komminister i Yxnerums församling, tillträdde 1730 och 10 augusti 1737 kyrkoherde i Björsäters församling, tillträdde 1738. Han avled 1768 i Björsäters församling och begravdes 4 asugusti samma år av kontraktsprosten Carl Erik Hallström, Örtomta församling.
Kihlström var en biografisk forskare och efterlämnade sig tre handskrifter.

### Familj
Kihlström gifte sig första gången 8 juli 1730 med Anna Ausenius (1700–1740). Hon var dotter till bonden Lars Nilsson i Ås, Västerlösa socken. De fick tillsammans barnen lantbruksinspektören Sven Kihlström (född 1731), Stina Kihlström (1734–1817), Magdalena Kihlström (1737–1814) och Anna Brita Kihlström som var gift med kyrkoherden Petrus Runberg i Västra Tollstads församling.
Kihlström var från 1741 till 1744 gift med Christiana Regnerus (1699–1785). Hon var dotter till kyrkoherden i Mjölby församling. Christiana Regnerus var änka efter skvadronspredikanten E. Lithmang.

## Handskrifter
- Catalogus, comprehendens nomina eorum,qui vel in Dioecesi Lincopensi,vel alibi nati Academiam Upsaliensem seu Collegium Holmiense freqventarunt.[2]
- Syllabus Onomato-Biographicus, comprehendens nomina & quantum fieri potuit fata omnium, qui vel in Dioecesi Lincopensi vel alibi nati, ad Academiam Carolinam Lundae Scanorum, ab ejus inauguratione, anno 1668 d. 28 Januarii, ad nostra usque tempora, Nationi Ostrogothica adscripti sunt, Collectus .[2]
- Linköpings Stichts prästechröika.[2]